# 平頭海牛魚
平頭海牛魚，為輻鰭魚綱鱸形目南極魚亞目牛魚科的其中一種，分布於澳洲塔斯馬尼亞海域，棲息深度5-13公尺，體長可達16.8公分，生活在洞穴或半裸露區域，為底棲性魚類，以小型甲殼類為食。